# Okland (regija)
Okland (maorski: Tāmaki-makau-rau) je jedna od 16 regija u Novom Zelandu.

## Geografija
Regija se nalazi na severu Severnog ostrva. Površina joj iznosi 4,940 km². Susedne regije su Nortlend, na severu, i Vaikato, na jugu. Najviši vrh regije je visok 722 metra.

## Administrativna podela
Središte regije je grad Okland, a regija je podeljena na sedam distrikta i gradova.

## Stanovništvo
Prema proceni broja stanovnika iz 2015. godine u regiji živi 1,570,500 stanovnika, što je 34.2% od ukupnog stanovništva Novog Zelanda. U poslednjih 10 godina, broj stanovnika povećan je za više od 240,000. Prema popisu stanovništva iz 2001, u regiji živi 26.3% novozelandske evropske populacije, 24.3% novozelandske maorske populacije, 66.7% novozelandske pacifičke populacije, 63.7% od ukupnog azijskog stanovništva i 54.7% od ukupnog ostalog stanovništva. Ovi statistički podaci ukazuju na veliku etničku raznolikost regije, pogotovo u odnosu na ostatak Novog Zelanda.

## Spoljasne veze
- Službena stranica regije